# Mark Frost
Mark Frost (* 25. November 1953) ist ein amerikanischer Fernsehproduzent und Autor.

## Werdegang
Frost war neben David Lynch ausführender Produzent und Schöpfer der Fernsehserie Twin Peaks (Staffel 1–3) und des nachfolgenden Kinofilms Twin Peaks: Fire Walk with me. Davor schrieb er unter anderem Drehbücher für die TV-Serien Der Sechs-Millionen-Dollar-Mann und Polizeirevier Hill Street.
Mark Frost ist ein Sohn des Schauspielers Warren Frost (1925–2017), der in Twin Peaks eine Rolle übernahm.

## Bibliografie
Autor der Bücher:
- The List of Seven. 1993. (Deutsch: Sieben. Aus dem Amerikan. von Ronald M. Hahn. Köln 1994, ISBN 3-8025-2284-2)
- The Six Messiahs. 1996. (Deutsch: Im Zeichen der Sechs. Aus dem Amerikan. von Rainer Schmidt. Heyne 1998, ISBN 3-453-13102-9)
- The Grand Slam: Bobby Jones, America, and the Story of Golf. 2004.
- The Greatest Game Ever Played. 2005.
- The match: The day the game of golf changed forever. 2007.
- The Second Objective. 2007.
- The Paladin Prophecy: Book 1. 2012. (Deutsch: Paladin Project. Renn um dein Leben 2014. Aus dem Amerikan. von Franca Fritz und Heinrich Koop. Arena 2014, ISBN 978-3-401-06925-8)
- The Paladin Prophecy: Book 2. Alliance. 2014. (Deutsch: Paladin Project. Im Auge des Feindes. 2014. Aus dem Amerikan. von Franca Fritz und Heinrich Koop. Arena 2014, ISBN 978-3-401-06926-5)
- The Paladin Prophecy: Book 3. Rogue. 2015.
- The Secret of Twin Peaks. Flatiron Books, New York 2016. (Deutsch: Die geheime Geschichte von Twin Peaks. Aus dem amerikanischen Englisch von Stephan Kleiner. Kiepenheuer & Witsch, Köln 2016, ISBN 978-3-462-04815-5)
- Twin Peaks: The Final Dossier. Macmillan; Main Market Edition, 2017, ISBN 978-3-462-04815-5

## Filmografie
Regie:
- 1981: Polizeirevier Hill Street (Hill Street Blues)
- 1992: Storyville – Tödliche Intrigen (Storyville)

Drehbuch:
- 1987: Das Ritual (The Believers)
- 1990–1991, 2017: Twin Peaks (Fernsehserie)
- 1992: On the Air – Voll auf Sendung (On the air) (Fernsehserie)
- 2005: Fantastic Four
- 2005: Das größte Spiel seines Lebens
- 2007: Fantastic Four: Rise of the Silver Surfer